# Jiří Míšenský
Jiří Míšenský (* 1. srpna 1952 Blansko) je český politik, manažer, konzultant a učitel tance, od roku 2014 zastupitel města Blansko, člen hnutí ANO 2011.

## Život
V roce 1977 absolvoval katedru ekonomiky a řízení Fakulty strojní Vysokého učení technického v Brně (získal titul Ing.).
Následně nastoupil do Adamovských strojíren v Adamově u Blanska, kde pracoval v různých hospodářských funkcích v obchodním úseku a zabýval se převážně zahraničním obchodem – prodejem polygrafických strojů, měrné a čerpací techniky a vojenské techniky. Z tohoto důvodu měl i prověrku na nejvyšší stupeň utajení. Měl také možnost pracovat i krátkodobě v zahraničí, kde budoval obchodní síť v podstatě ve všech zemích bývalého východního bloku a zaváděl strojírenské technologie ve firmách v zahraničí (např. Indie, Čína, Brazílie, USA či Švédsko). V letech 1992 až 1995 byl předsedou představenstva akciové společnosti Adast, která v té době měla ještě kolem 8 500 zaměstnanců.
V roce 1996 využil nabídky německé firmy Heidelberger Druckmaschinen, A.G. (se sídlem v Heidelbergu), která představovala největšího světového výrobce polygrafických strojů a zařízení. Začal tuto firmu obchodně zastupovat v českém zastoupení Heidelberg Praha, na starosti dostal Moravu. Obchodně též zastupoval dalších pět německých firem v oblasti polygrafické výroby. Vybudoval obchodní a servisní zastoupení této firmy pro Moravu v Olomouci. Každý rok trávil třetinu roku v Německu, Rakousku nebo Anglii na zastoupeních firmy Heidelberg. Ve společnosti skončil v roce 2010 a v současnosti již několikátým rokem pracuje jako konzultant v oboru polygrafie pro několik tuzemských firem.
Celý život se věnoval sportu, v mládí i vrcholově (gymnastika, motocyklové soutěže, společenský tanec). Nyní rekreačně hraje tenis, golf, věnuje se otužileckému plavání, cyklistice, fitness a ve volných chvílích je rozhodčím a marshallem golfových resortů v České republice i zahraničí. V roce 1975 založil se svojí manželkou taneční školu Taneční studio M – taneční škola manželů Míšenských a doposud se společně věnují několik večerů v týdnu výuce v kurzech společenského tance a výchovy jak pro mládež, tak pro dospělé. Věnoval se též choreografii a podílel se na scénářích zábavných pořadů pro českou televizi.
Jiří Míšenský žije ve městě Blansko. Od května 2015 je členem dozorčí rady společnosti Služby Blansko.

## Politické působení
Od roku 2013 je členem hnutí ANO 2011, zastává funkci místopředsedy Místní organizace Blansko. V komunálních volbách v roce 2014 byl za hnutí ANO 2011 zvolen zastupitelem města Blansko. Působí také jako člen finančního výboru zastupitelstva a místopředseda kulturní komise.
Ve volbách do Senátu PČR v roce 2016 kandidoval za hnutí ANO 2011 v obvodu č. 49 – Blansko. Se ziskem 11,03 % hlasů skončil na 6. místě a do druhého kola nepostoupil.